# Gwiazda Lotniczych Załóg w Europie
Gwiazda Lotniczych Załóg w Europie (ang. Air Crew Europe Star) – gwiazda Wspólnoty Brytyjskiej, za udział w II wojnie światowej, zaliczana do medali kampanii brytyjskich.

## Zasady nadawania
Była nadawana załogom samolotów Wspólnoty Brytyjskiej, które uczestniczyły w lotach bojowych z baz w Anglii nad Europę.
Wymagane do kwalifikacji były minimum 2 miesiące lotów między 3 września 1939 i 8 maja 1945.
Brytyjskie przepisy mundurowe określały, że nagrodzony Air Crew Europe Star nie mógł otrzymać ani Atlantic Star ani France and Germany Star. Uprawnienie do otrzymania tych gwiazd było oznaczane odpowiednią klamrą przyczepianą na wstążce odznaczenia. Przepisy jednak zezwalały tylko na pierwszą klamrę. Na baretce doczepiano srebrną rozetkę w kształcie róży heraldycznej.

## Opis
Sześcioramienna gwiazda z brązu o wysokości 44 mm i szerokości 38 mm.
W centrum znajduje się okrągła tarcza z monogramem królewskim GRI VI i królewską koroną. W otoku napis: The Air Crew Europe Star
Wstążka była opracowana przez Króla Jerzego VI.
Pas koloru ciemnobłękitnego reprezentował niebo, czarne pasy na krawędziach – nocne loty, kolor żółty – światła reflektorów (szperaczy) nieprzyjaciela.

## Klamry
- Atlantic – dla odznaczanych, którzy kwalifikowali się do otrzymania Atlantic Star.
- France and Germany – dla odznaczanych, którzy kwalifikowali się do otrzymania France and Germany Star.